# Gerry Conway (Autor)

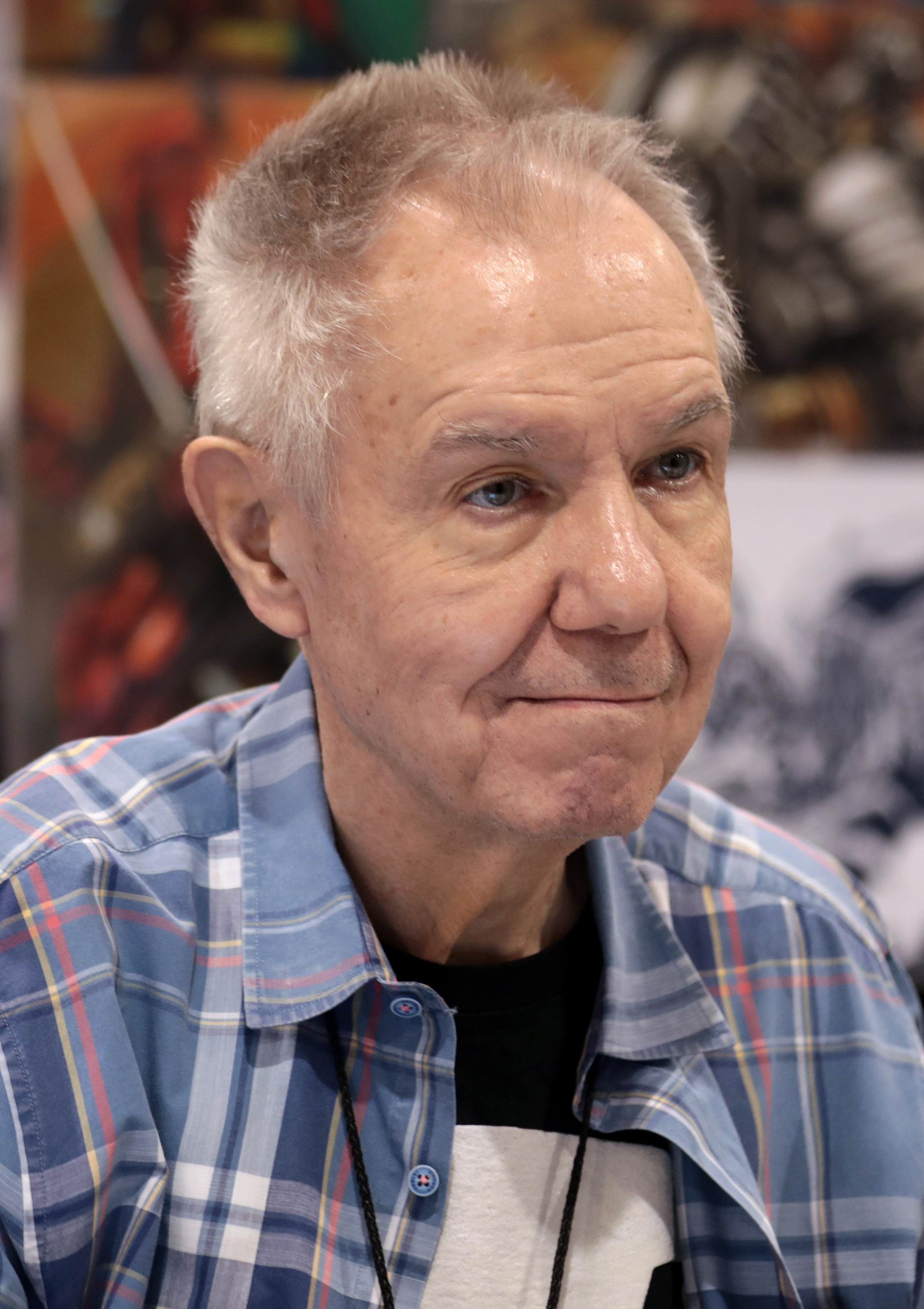
Gerry Conway, 2019

Gerry Conway (* 10. September 1952 in New York City) ist ein US-amerikanischer Schriftsteller, der vor allem durch seine Arbeiten an Comics bekannt wurde. Von ihm stammt die Actionfigur Punisher. Er hat in den frühen 1970ern aber auch an Spider-Man- und Superman-Abenteuern gearbeitet, und nach dem Zusammenschluss von Marvel Comics und DC Comics Mitte der 1970er Jahre mehrere Superhelden-Team-Ups geschaffen.

## Leben
Neben seiner Arbeit an Comics hat er auch zwei SF-Bücher und zahlreiche Drehbücher für Fernsehserien (z. B. Diagnose: Mord, Matlock, Law & Order) verfasst, wobei er für zwei seiner Drehbücher auch für den Edgar Allan Poe Award nominiert wurde. Auch am Drehbuch für Conan der Zerstörer sowie an dem Zeichentrickfilm Fire and Ice war er beteiligt.